# Northwood (Iowa)
Northwood – miasto w Stanach Zjednoczonych, w stanie Iowa, w hrabstwie Worth. Zgodnie ze spisem statystycznym z 2000 roku, miasto liczyło 2 050 mieszkańców.